# برنامج قسائم رعاية الطفل
برنامج قسائم رعاية الطفل هو مبادرة حكومية خاصة بالمملكة المتحدة التي تهدف إلى مساعدة الآباء العاملين في المملكة المتحدة للاستفادة من الكفاءات الضريبية من أجل توفير أموال لرعاية الطفل. وعادة ما يتم تقديم البرنامج على شكل التضحية بجزء من الراتب، مما يعني أن الآباء في المملكة المتحدة المدرجين في البرنامج قادرون على التضحية بجزء من راتبهم من أجل الحصول على قسائم لرعاية الأطفال (بمقدار مساوٍ). وعند القيام بذلك فإن الآباء لا يدفعون أي ضريبة أو تأمين وطني على المبلغ الذي يُساهم به في برنامج قسائم رعاية الطفل حتى حدود معينة. ونظرًا لهذه الكفاءة الضريبية، فإن برنامج قسائم رعاية الطفل ينطوي على حدود، عند تجاوزها سوف تدفع أموال رعاية الطفولة بالطريقة الضريبية المعتادة.
على سبيل المثال، الوالد الذي يُعطى 55 جنيهًا إسترلينيًا في الأسبوع (243 جنيهًا إسترلينيًا في الشهر) في قسائم رعاية الأطفال بعد أخذ جزء من راتبه بنفس القيمة، سوف يستفيد عن طريق توفير ما يصل إلى 933 جنيهًا إسترلينيًا ضريبة/صافي تكلفة الفائدة.

## لأي شيء تُستخدم قسائم رعاية الأطفال؟
يمكن استخدام قسائم رعاية الأطفال لرعاية الطفل ومربيات الأطفال ونوادي ما بعد المدرسة وأي هيئات أخرى مسجلة لتقديم خدمات رعاية الأطفال. ويجب على مقدمي خدمات رعاية الأطفال الاتصال بالجهات المختصة التي تقدم قسائم رعاية الأطفال من أجل التسجيل لديهم ويصبحون مستردين، ويجب أن يكون المسترد خاضعًا للوائح (بمعنى أنه بالنسبة للمستردين في المملكة المتحدة يجب أن يكونوا مسجلين لدى دائرة مراقبة معايير التعليم (ofsted)). يمكنك معرفة المزيد عن كيفية التسجيل عبر المراجع المختلفة الواردة أسفل هذه الصفحة.

## الشركات تستفيد أيضًا
لقد سمحت طبيعة البرنامج للعديد من الشركات بالاستفادة من هذا البرنامج أيضًا. على الرغم من أن البرنامج كان يستهدف في البداية الآباء العاملون في المملكة المتحدة، إلا أنه بتوفير البرنامج قامت الشركات بتخفيض اشتراكات التأمين الوطني الخاصة بها نظرًا لأن القسائم معفاة من صافي تكلفة الفائدة الخاصة بصاحب العمل. وجدت الشركات أيضًا فوائد أخرى في زيادة رضا الموظفين وتخفيض معدل دوران الموظفين الأمر الذي يوفر بشكل غير مباشر تكاليف مثل التوظيف وتدريب الموظفين.

## المؤهلون
الآباء العاملين في المملكة المتحدة هم المؤهلين للبرنامج. ولا يتوفر البرنامج على أساس لكل طفل، ولكن على أساس لكل شخص، لذلك يمكن لكلا الوالدين المطالبة بموجب قواعد البرنامج. ويمكن أن يتوفر البرنامج في نفس الوقت في شكل ائتمانات ضريبة العمل، ومع ذلك، قد لا يكون هذا مفيدًا دائمًا. ومن الممكن استخدام آلة حاسبة للتأكد من أنكما ستوفران المال وحساب مقدار ما يمكنكما توفيره.

## الحصول على القسائم
يتم توفير قسائم رعاية الأطفال إما عن طريق صاحب العمل، أو عادة عن طريق مزود خدمات برنامج قسائم رعاية الأطفال يتم اختياره من قبل صاحب العمل. إذا كنت تود معرفة ما إذا كانت الشركة الخاصة بك تقدم برنامج قسائم رعاية الأطفال ومن المسؤول عن تقديمه فيتعين عليك الاستفسار عن ذلك من الموارد البشرية أو قسم الرواتب. وهناك العديد من مقدمي خدمات برنامج قسائم رعاية الأطفال المتوفرين، يقدم الكثير منهم فوائد إضافية علاوة على برنامج قسائم رعاية الأطفال.

## معلومات تاريخية
تم تقديم برنامج قسائم رعاية الأطفال من قِبل حكومة المملكة المتحدة عام 1989. ومنذ ذلك الحين استفاد الكثير من الأشخاص من استخدام البرنامج. وفي عام 2009، تم تقديم التماس على الموقع الإلكتروني "number 10" من أجل منع الحكومة من إيقاف هذا البرنامج. وبسبب الركود الاقتصادي كانت الحكومة تدرس إيقاف البرنامج وبالتالي، ربح المزيد من الضرائب، ولذلك، اتخذ غوردون براون رئيس الوزراء في ذلك الوقت قرارًا ضد البرنامج. وانتهى الالتماس بـ 93000 توقيع عليه، وعلى الرغم من إغلاقه، إلا أنه لا يزال متاحًا للعرض (قيام موقع ويكيبيديا بحظر كلمة «التماس» بحيث يتعذر تضمينها في المراجع). وفي أبريل 2011، قامت الحكومة بإجراء تقليصات على البرنامج بحيث تضمن أن الأشخاص ذوي الدخل المرتفع يستفيدون بشكل أقل من البرنامج. ويتحقق ذلك عن طريق تقييد المبالغ التي يمكن لدافعي الضرائب بمعدل أعلى وبمعدلات إضافية الحصول على إعفاء ضريبي وإعفاء على صافي الدخل.
يمكن لدافعي الضرائب بالمعدل الأساسي الحصول على ما يصل إلى 55 جنيهًا إسترلينيًا أسبوعيًا (243 جنيهًا إسترلينيًا شهريًا) كإعفاء ضريبي وإعفاء على صافي الدخل
يمكن لدافعي الضرائب بالمعدل الأعلى الحصول على ما يصل إلى 28 جنيهًا إسترلينيًا أسبوعيًا (124 جنيهًا إسترلينيًا شهريًا) كإعفاء ضريبي وإعفاء على صافي الدخل
يمكن لدافعي الضرائب بالمعدل الإضافي الحصول على ما يصل إلى 22 جنيهًا إسترلينيًا أسبوعيًا (97 جنيهًا إسترلينيًا شهريًا) كإعفاء ضريبي وإعفاء على صافي الدخل
تنطبق القيود فقط على أولئك الذين انضموا إلى البرنامج في أو بعد 6 أبريل 2011. أولئك الذين كانوا يتلقون بالفعل قسائم رعاية الأطفال في هذا التاريخ يمكن أن يتلقوا إعفاءً ضريبيًا وإعفاءً على صافي الدخل بقيمة 243 جنيهًا إسترلينيًا شهريًا حتى يتوقفوا عن تلقي قسائم لمدة أطول من 12 شهرًا أو يغيروا صاحب العمل أو لم يعودوا مؤهلين للبرنامج.